# Пурпурная банда Восточного Гарлема
«Пурпурная банда Восточного Гарлема» (англ. East Harlem Purple Gang, другое название — «Пурпурная банда Нью-Йорка»)— тесно взаимосвязанная группа в Нью-Йорке из более чем 100 италоамериканских киллеров и наркоторговцев, которые в конце 1970-х и начале 1980-х годов доминировали в торговле героином в Восточном Гарлеме, в том числе в Итальянском Гарлеме, а также Южном Бронксе. Хотя «Пурпурная банда» в основном действовала независимо от мафии, она изначально была связана с семьей Луккезе, кроме того сотрудничала с семьями Бонанно и Дженовезе. Члены банды развили свои «самые тесные связи» с семьёй Дженовезе, и после того как банда прекратила своё существование многие её бывшие члены, включая Дэниела Лео и Анджело Приско, стали частью команды Дженовезе на 116-й улице.

## Происхождение
Существует легенда, что якобы банду назвали «Пурпурной» в память другой «Пурпурной банды» «эры сухого закона», которая терроризировала Детройт 50 лет назад. Членами банды могли быть только италоамериканцы, которые выросли на Плезант-авеню между 114-й и 120-й улицами, к востоку от 1-й авеню, в районе известном как итальянский Гарлем. В конце 1970-х годов, на пике своей численности, в «Фиолетовой банде» согласно полицейским отчётам было около 30 членов и 80 соучастников, впрочем некоторые насчитывали в банде более 100 членов (хотя эти цифры скорее всего включают партнёров и соучастников). К 1977 году правоохранительные органы утверждали, что «Пурпурная банда» совершила по меньшей мере 17 убийств, некоторые из которых были совершены от имени «руководителей организованной преступности», хотя с тех пор десятки других убийств в 1970-х и 1980-х годах были приписаны членам «Пурпурной банды».

## История
«Пурпурная банда» возникла в итальянском Гарлеме как италоамериканская молодёжная уличная банда и первоначально её члены совершали грабежи и нападения, прежде чем занялись организованной преступной деятельностью. Многие из её основателей были родственниками, некоторые братьями или двоюродными братьями. Когда члены «Пурпурной банды» впервые занялись наркобизнесом, вначале они действовала только как «курьеры» или «наблюдатели» местных итальянских мафиози, связанных с торговлей наркотиками. Тем не менее, «Пурпурная банда» в конечном итоге взяла под контроль бизнес по незаконному обороту наркотиков в Восточном Гарлеме и Южной Бронксе, впоследствии перейдя к совершению убийств. Во многом успеху банды сопутствовали арест и осуждение в 1973 году нескольких влиятельных италоамериканских мафиози, которые до этого доминировали в наркобизнесе в Восточном Гарлеме. Аресты 1973 года в основном коснулись высокопоставленных мафиози, участвовавших в так называемой «Французской связи», таких как Луис Инглез и босс семьи Луккезе Кармайн Трамунти. После этих арестов «Пурпурная банда» заполнила вакуум власти в Восточном Гарлеме и Южном Бронксе, в конечном итоге доминируя в торговле героином в этих районах и став не только крупнейшим независимым дистрибьютором наркотиков, но и крупнейшим дистрибьютором наркотиков в Нью-Йорке. В дополнение к незаконному обороту наркотиков и убийствам, члены «Пурпурной банды» также похищали конкурирующих торговцев наркотиками с целью получения выкупа, взыскивали долги, занимались грабежами, вымогательством и рэекетом, иногда осуществляя эти действия независимо, а иногда действуя от имени одной из Пяти семей.
В течение 1970-х годов организованные преступные группировки италоамериканцев и афроамериканцев контролировали незаконный оборот наркотиков в Гарлеме и большей части Нью-Йорка, тесно сотрудничая в сфере торговли наркотиками. Италоамериканская «Пурпурная банда» была особенно тесно связана с афроамериканскими организованными преступными группировками в Гарлеме. В конечном итоге «Пурпурная банда» начала поставлять героин известному гарлемскому наркобарону Гарлема Леруа Барнсу и «его сети наркоторговцев. После ареста Барнса, который в то время был одним из ведущих торговцев героином в Гарлеме, «Пурпурная банда» начала поставлять героин своей оставшейся сети афроамериканских наркоторговцев в Гарлеме по цене 75 000 долларов за килограмм.
«Пурпурная банда» всё активнее вовлекалась в убийства, иногда действуя независимо, а иногда и по заказу мафии, и стала известна своей «огромной способностью к насилию». К 1977 году правоохранительные органы утверждали, что «Пурпурная банда» совершила по меньшей мере 17 убийств, причём многие из этих убийств были совершены от имени «руководителей организованной преступности» (то есть италоамериканских мафиозных семей). Многие из убийств, приписываемых «Пурпурной банде», были чрезвычайно жестокими, включая обезглавливание, расчленение или множественные колотые раны. Банда также подозревалась в причастности к убийствам в 1970-х годах различных людей, имевших связи с организованной преступностью, причём убийства были связаны с применением огнестрельного оружия 22 калибра. Расчленение и убийства из оружия калибра .22 впоследствии стали известны в преступном мире как своего рода торговая марка «Пурпурной банды».
Согласно полицейским отчетам, на пике своей численности в 1977 году «Пурпурная банда» состояла примерно из 30 членов и более 80 соучастников. Большинство членов банды были молодые люди в возрасте от 20 до 30 лет, многие из которых считались Пяти семьями слишком безрассудными или «неконтролируемыми» для членства в мафии.
Хотя «Пурпурная банда» была независимой группой, которая действовала в основном за пределами ограничений и структуры «Пяти семей», она и её члены были тесно связана с италоамериканской мафией и часто использовалась ею для убийств и других силовых операций. Многие члены «Пурпурной банды» были родственниками членов итальянской мафии. Тем не менее, остаётся неясным, какие действия банда выполняла самостоятельно, а какие действия по заказу мафиозных семей. «Пурпурные», равно как и известная Корпорация Убийств, занимались «грязной работой» (убийства по заказу и прочее) для всех Пяти семей. Например, несколько членов банды были арестованы в Монро (штат Нью-Йорк) за нападения на мусорщиков. Остаётся неизвестным, была ли банда причастна к профсоюзному рэкету или вымогательству в сфере сбора и вывоза мусора самостоятельно, либо была привлечена в качестве силовиков нью-йоркской мафией. Имела свои интересы среди «пурпурных» и семья Коломбо. В 1983 году семья Коломбо начала активно торговать наркотиками в северной части «Адской кухни» при участии «Пурпурной банды» и местных ирландцев, известными как «Вестис». Территория в промежутке от пересечения 9-й авеню — 49-й улицы и 6-й и 7-й авеню — 37-й улицей, в начале 1980-х годов была основным рынком сбыта. Хотя банда часто работала на Пять семей, их также отмечали за «неуважение к другим членам организованной преступности», и они так же часто конкурировали с мафией или игнорировали приказы мафии. На самом деле, правоохранительные органы в один прекрасный момент опасались, что между «Пурпурной бандой» и некоторыми мафиозными семьями начнётся массовая война. Особенно напряжёнными были отношения «Пурпурной банды с семьёй Бонанно во главе с Кармайном Галанте.
Правоохранительные органы предполагают, что в конце 1970-х годов у «Пурпурной банды» установились отношения с никарагуанскими торговцами наркотиками и «Контрас», также торговавшими огнестрельным оружием и военным снаряжением. По-видимому, оружие из Никарагуа отправлялось латиноамериканским наркотеррористам через Флориду в обмен на наркотики. «Пурпурная банда» также подозревалась в связях с кубинской мафией во Флориде.
На какое-то время «Пурпурная банда» стала настолько влиятельной, что её иногда называли «шестой семьей» Нью-Йорка. Этот лестный эпитет также использовался для описания банды Галло семьи Профачи/Коломбо в начале 1970-х годов. Росту влияния банды способствовал кокаин, торговля которым начала приносить серьёзные деньги в конце 1970-х. Но именно крэк и стал причиной падения «Пурпурной банды». Их «точки» на пересечении 122-й улицы — 2-й авеню являлись настоящими «золотыми жилами», пока молодые члены банды и их соучастники не начали сами употреблять наркотики, после чего доверие к ним резко упало.
«Пурпурная банда» распалась в начале 1980-х годов и была поглощена бандой 116-й стрит. Некоторые члены были приглашены присоединиться к мафии, в том числе Анджело Приско и Даниэль Лео. Лео в 2005 году стал исполняющим обязанности босса семьи Дженовезе, а Приско позднее стал капо. Ещё один бывший член «Пурпурной банды», Майкл Манкузо, в 2005 году возглавил семью Бонанно. Арнольд «Зек» Скитьери был членом «Пурпурной банды» в начале 1970-х, а затем стал влиятельным капо семьи Гамбино. Бобби Джермэйн, близкий партнёр Джимми Бурке, экранизированный Мартином Скорцезе в фильме «Славные парни» под именем «Джимми Конвэй», и стукача Генри Хилла — был влиятельным членом группировки.

## Плезант-авеню
Плезант-авеню, участок с шестью кварталами в Восточном Гарлеме, долгое время являлся одним из инкубаторов итальянской мафии в Нью-Йорке. Эта улица много лет ассоциировалась с италоамериканской мафией. В частности, Энтони «Толстый Тони» Салерно управлял семьей Дженовезе именно с Плезант-авеню.
Энтони Лория-старший, одно время игравший роль главного торговца наркотиками в семье Луккезе, вместе со своим давним партнёром Винсентой Папой организовавший похищение из офиса полиции Нью-Йорка в Нижнем Манхэттене на 400 Брум-стрит конфискованный героин на $70 млн, родился и вырос на Плезант-авеню. В этой схеме участвовали коррумпированные сотрудники правоохранительных органов.

## В популярной культуре
- В фильме «Путь Карлито» «Пурпурная банда упоминалась как «Банда Плезант Авеню».
- В фильме «Анализируй это» Пол Витти (которого играет Роберт Де Ниро) вспоминал, как рос вместе с «Пурпурной бандой».